# Bey (Ain)
Pour les articles homonymes, voir Bey.
Bey est une commune française, située dans le département de l'Ain en région Auvergne-Rhône-Alpes.

## Géographie

Localisation de Bey dans l'Ain et le canton de Vonnas.

### Localisation
Bey est une petite commune du département de l'Ain, l'une des dernières de la Bresse, située entre les bords de Saône et le Mâconnais, à la limite des départements du Rhône et de la Saône-et-Loire et limitrophe de la Dombes. Au XVIIIe siècle, les actes d'état civil stipulent Garnerans en Dombes et Bey en Bresse[réf. souhaitée].
Elle se situe à 12 km à au sud-est de Mâcon, à 37 km à l'ouest de Bourg-en-Bresse, à 62 km au nord de Lyon et à 412 km au sud de Paris.
La population est dispersée dans huit hameaux dont certains sont très proches les uns des autres. La Vallée, le Sausey, le Basson et les Baudets sont situés dans la partie basse de la commune. Le Cottet est le plus dense et est celui où est érigée la mairie. Près de l'église et du château, les hameaux du Bourg et du Commissaire se font face. Enfin, sur le plateau, Monspey est isolé des autres et on n'y trouve qu'une ferme.

### Points extrêmes
- Nord : Les Grapillonnes, 46° 13′ 47″ N, 4° 50′ 53″ E
- Est : Monspey, 46° 13′ 30″ N, 4° 51′ 24″ E
- Sud : La Petite Vercherette, 46° 12′ 24″ N, 4° 51′ 19″ E
- Ouest : Le Basson, 46° 13′ 34″ N, 4° 49′ 53″ E

### Hydrographie
Les cours d'eau traversant la commune ne font qu'office de frontière avec les communes limitrophes. En effet, l'Avanon qui se jette dans la Saône forme la totalité de la frontière entre le village et Garnerans. Au nord de ce ruisseau, le Creusençon se jette lui dans la même rivière et sépare la commune de Cormoranche-sur-Saône.

### Climat
Pour des articles plus généraux, voir Climat d'Auvergne-Rhône-Alpes et Climat de l'Ain.
En 2010, le climat de la commune est de type climat océanique dégradé des plaines du Centre et du Nord, selon une étude du CNRS s'appuyant sur une série de données couvrant la période 1971-2000. En 2020, Météo-France publie une typologie des climats de la France métropolitaine dans laquelle la commune est dans une zone de transition entre le climat semi-continental et le climat de montagne et est dans la région climatique Bourgogne, vallée de la Saône, caractérisée par un bon ensoleillement (1 900 h/an), un été chaud (18,5 °C), un air sec au printemps et en été et des vents faibles.
Pour la période 1971-2000, la température annuelle moyenne est de 11,8 °C, avec une amplitude thermique annuelle de 18,2 °C. Le cumul annuel moyen de précipitations est de 864 mm, avec 9,6 jours de précipitations en janvier et 7,4 jours en juillet. Pour la période 1991-2020, la température moyenne annuelle observée sur la station météorologique de Météo-France la plus proche, « Mâcon », sur la commune de Charnay-lès-Mâcon à 11 km à vol d'oiseau, est de 12,3 °C et le cumul annuel moyen de précipitations est de 833,7 mm,. Pour l'avenir, les paramètres climatiques de la commune estimés pour 2050 selon différents scénarios d'émission de gaz à effet de serre sont consultables sur un site dédié publié par Météo-France en novembre 2022.

### Voies de communication et transports

Axes de communication.

#### Réseau routier

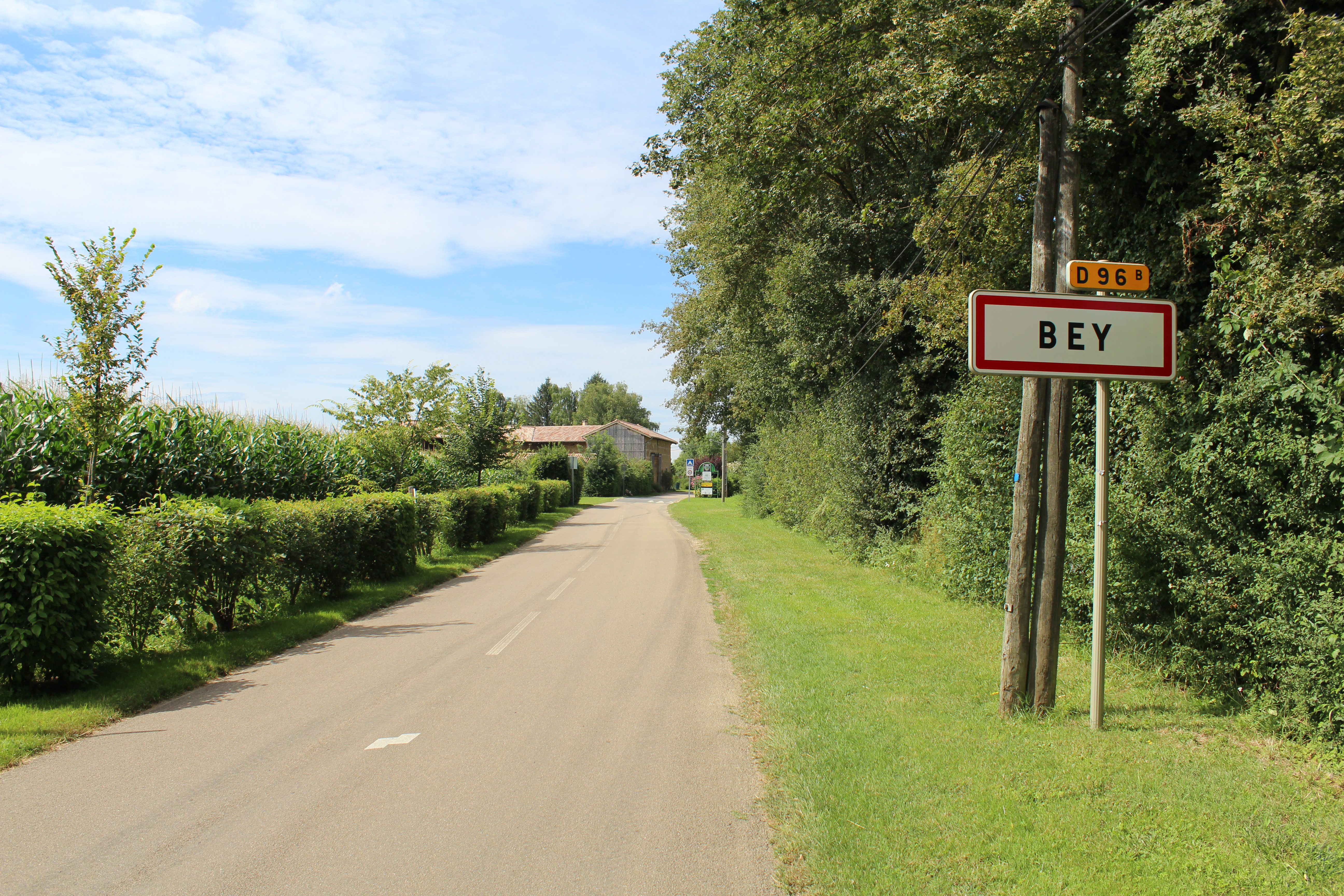
Route départementale D 96b.

- La route départementale D 933 traverse une petite partie du nord-est du territoire. Elle permet de rejoindre Laiz et Pont-de-Veyle par le nord-est et Thoissey et Garnerans par le sud-ouest.
- La route départementale D 96a traverse le sud du village en passant entre le centre et le bourg de Bey. En prenant l'est, les automobilistes rejoignent Cruzilles-lès-Mépillat tandis qu'en prenant le sud-ouest, on parvient à rejoindre Garnerans.
- La route départementale D 96b débute au carrefour giratoire de la route D 933 aux Jaillets à Cormoranche, elle permet aux de rejoindre cette commune. Elle termine à la sortie du village à l'intersection avec la D 96a.

Aucune autoroute ne traverse la commune bien qu'il en existe trois à proximité.
- L'autoroute A40 (Mâcon - Genève), portion de la Route Centre-Europe Atlantique Bordeaux/Nantes - Annemasse, est un axe de communication qui permet de rejoindre la préfecture de l'Ain ainsi que les villes du Bugey.
- L'autoroute A6 reliant Paris à Lyon est une autoroute passant à moins de 5 kilomètres du bourg. Elle est accessible depuis la gare de péage de Mâcon-Sud.
- L'autoroute A406 est une autoroute reliant l'A40 et l'A6. Elle permet aux automobilistes de la commune de gagner du temps pour rejoindre l'A40 en empruntant la gare de péage de Crottet.

#### Voies ferroviaires
Au début du XXe siècle, avec l'exploitation du réseau des tramways de l'Ain, la commune était traversée par la ligne de Trévoux à Saint-Trivier-de-Courtes longue de 81 km. Elle longeait la ligne PLM mais ne desservait pas la commune. Avant 1940, ce réseau ferroviaire ferma et fut remplacé par un service de transport par cars. Aujourd'hui, la route D933 remplace la voie.
Aujourd'hui, on ne trouve plus aucune voie ferrée traversant Bey mais une traverse à proximité. La ligne à grande vitesse Paris - Lyon - Marseille traverse à l'est de la commune à Cruzilles-lès-Mépillat. La gare de Mâcon-Loché-TGV, au sud-ouest de Mâcon, est desservie par quelques TGV Paris - Marseille et Paris - Genève.
Cependant, la commune ne profite pas que de cette ligne ferroviaire. La ligne de Mâcon à Ambérieu, desservie par les TER de la région Rhône-Alpes. Une gare pour les TER Rhône-Alpes est située à proximité : la gare de Pont-de-Veyle installée à Crottet. De plus, la ligne traditionnelle Paris - Marseille via Dijon passe à Mâcon. La gare de Mâcon-Ville, est desservie par des TER Dijon - Mâcon - Lyon et quelques TGV reliant le nord-est de la France à la Méditerranée.

#### Transport fluvial
La Saône, qui marque la frontière ouest du département de l'Ain, est navigable à grand gabarit européen depuis Verdun-sur-le-Doubs jusqu'à Lyon. Elle constitue un axe de transport fluvial important entre l'est et la Méditerranée. Mâcon possède un port fluvial. La Saône est aussi appréciée pour le tourisme fluvial.

#### Transport aérien
- La chambre de commerce et d'industrie de Saône-et-Loire gère un petit aéroport à Charnay, au sud-ouest de Mâcon.
- Les habitants de la commune doivent se rendre à l'aéroport de Lyon-Saint-Exupéry distant de 95 kilomètres ou bien à l'aéroport de Genève distant de 160 kilomètres pour effectuer des vols vers l'international.

#### Transports en commun
Depuis 2016, la commune est reliée au réseau départemental des bus car.ain.fr et dessert le seul arrêt nommé Village.

## Urbanisme

### Typologie
Au 1er janvier 2024, Bey est catégorisée commune rurale à habitat dispersé, selon la nouvelle grille communale de densité à 7 niveaux définie par l'Insee en 2022.
Elle est située hors unité urbaine. Par ailleurs la commune fait partie de l'aire d'attraction de Mâcon, dont elle est une commune de la couronne,. Cette aire, qui regroupe 105 communes, est catégorisée dans les aires de 50 000 à moins de 200 000 habitants,.

### Occupation des sols
L'occupation des sols de la commune, telle qu'elle ressort de la base de données européenne d’occupation biophysique des sols Corine Land Cover (CLC), est marquée par l'importance des territoires agricoles (89,1 % en 2018), néanmoins en diminution par rapport à 1990 (98,2 %). La répartition détaillée en 2018 est la suivante : 
terres arables (66 %), prairies (23,1 %), zones urbanisées (10,9 %).
L'évolution de l’occupation des sols de la commune et de ses infrastructures peut être observée sur les différentes représentations cartographiques du territoire : la carte de Cassini (XVIIIe siècle), la carte d'état-major (1820-1866) et les cartes ou photos aériennes de l'IGN pour la période actuelle (1950 à aujourd'hui).

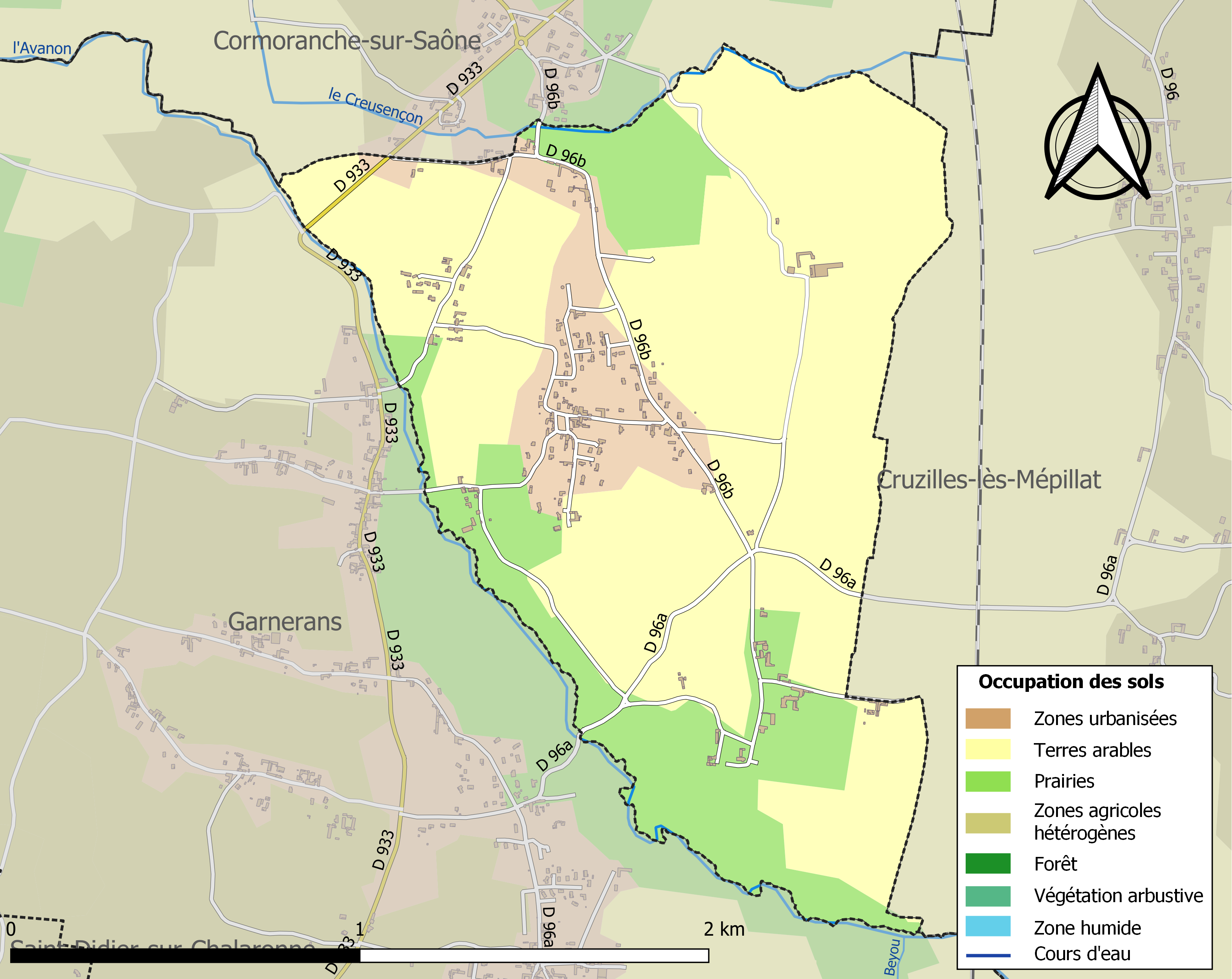
Carte des infrastructures et de l'occupation des sols de la commune en 2018 (CLC).

## Toponymie

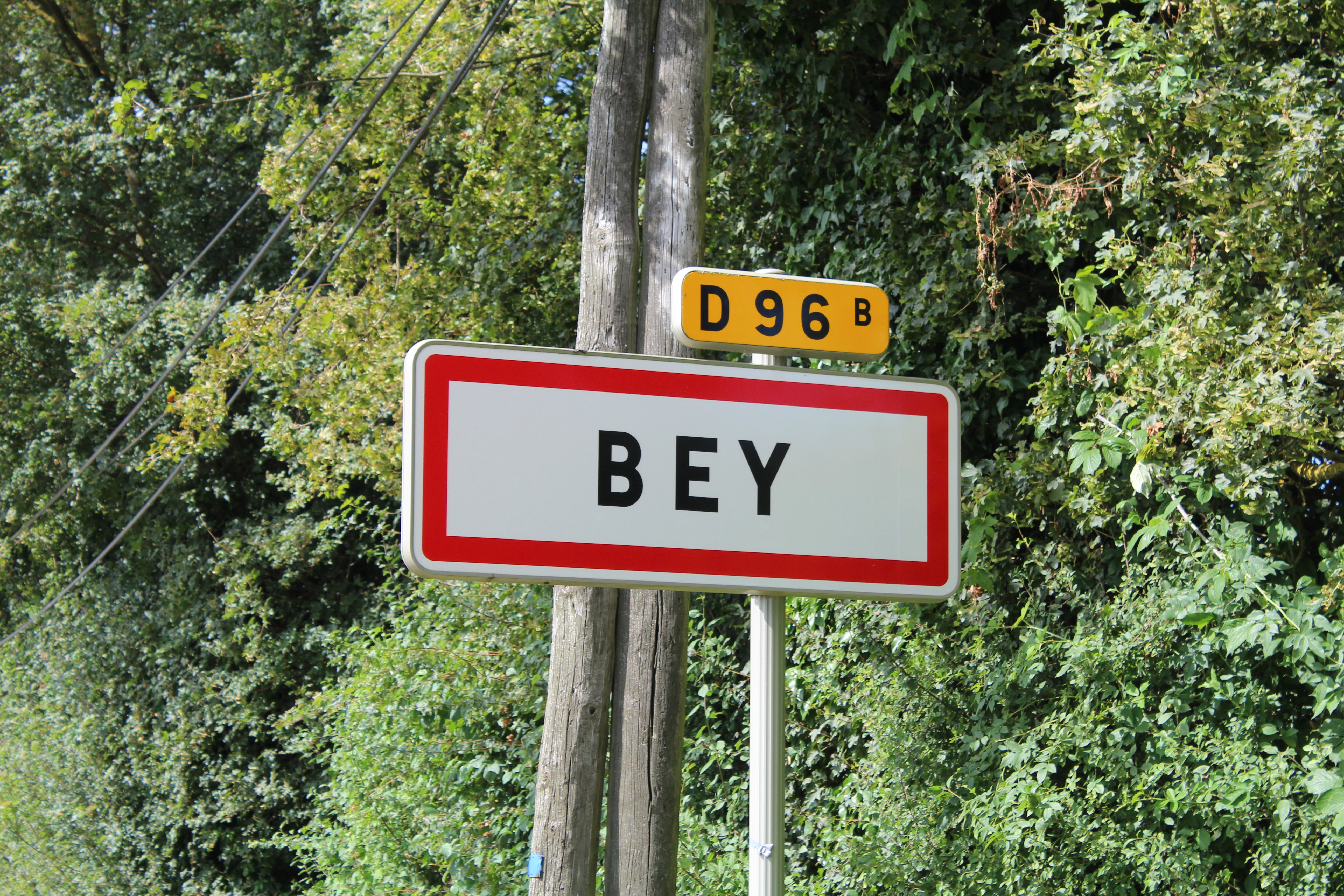
Panneau d'entrée du village.

### Attestations anciennes
La première mention de la commune date de 968 où on trouve le nom de Beto dans le recueil des chartes de Cluny. Trente années plus tard, en 998, le cartulaire de Saint-Vincent de Mâcon fait référence à Bex. Dans le même ouvrage, on retrouve le nom de Betis vers 1023.
Au milieu du XIIIe siècle, le pouillé de Lyon utilise le nom de Bei pour décrire la commune bressane tandis que les archives du Rhône mentionne Beys en 1287. À la même période, on trouve Beyes.
En 1492, Bey est mentionné pour la première fois selon les archives de l'Ain alors que celles de la Côte-d'Or note le nom de Bees en 1563.
En 1793, Bey est considéré comme le nom de la commune. En 1796, la commune est absorbée par Cormoranche, la nouvelle commune prend le nom de Cormoranche-Bey. Toutefois, la commune sera rétabli en 1817 et reprendra le nom de Bey.

### Origine du nom
Le nom de Bey vient du gaulois Bega qui signifie lieu d'eau.

## Histoire
Paroisse (Ecclesia sancti Cypriani in Beo, in loco ubi dicitur Behi, Bez, villa que dicitur Bex, de Bayo, de Bees, Beyes, Bei, Bay) sous le vocable de saint Martin. Au Xe siècle, l'église était sous celui de saint Cyprien. C'est sous ce vocable qu'elle fut confirmée à l'abbaye de l'Ile-Barbe, en 974, par l'empereur Conrad, et qu'elle fut donnée, le 23 juillet 1032, par un gentilhomme nommé Gauthier et sa femme Blismode, laquelle l’avait reçue de ses frères le jour de son mariage, à l'obédience de Saint-Barnard, près de Trévoux.
Les religieuses de l'Ile-Barbe avaient perdu, on ne sait comment, le patronage de cette église, mais ils le recouvrèrent dans la suite, car le pape Lucius III leur en donna une nouvelle confirmation en 1183. Ils le conservèrent jusqu'en 1506, qu'il fut uni au chapitre de la collégiale de Pont-de-Vaux. Les revenus de la cure, au XVIIe siècle, s'élevaient à 250 livres. Ils consistaient dans la sixième partie des grosses dîmes et dans le produit d'une vigne et de douze journaux de terre contigus à la maison curiale.
En 1601, après la fin de la guerre franco-savoyarde qui se termine par le Traité de Lyon, Bey appartient à la France avec l'acquisition de celle-ci de la Bresse, du Bugey, du Valromey et du pays de Gex. Elle est par la suite intégrée à la province bourguignonne.
Entre 1790 et 1795, Bey était une municipalité du canton de Pont-de-Veyle, et dépendait du district de Châtillon-les-Dombes.
Madame la comtesse d'Esclinac était dame de la paroisse en 1789.
En 1796, la commune est absorbée par Cormoranche, la commune prend le nom de Cormoranche-Bey, les deux communes sont rétablies en 1817.

## Politique et administration

### Découpage territorial
La commune de Bey est membre de la communauté de communes de la Veyle, un établissement public de coopération intercommunale (EPCI) à fiscalité propre créé le 1er janvier 2017 dont le siège est à Pont-de-Veyle. Ce dernier est par ailleurs membre d'autres groupements intercommunaux.
Sur le plan administratif, elle est rattachée à l'arrondissement de Bourg-en-Bresse, au département de l'Ain et à la région Auvergne-Rhône-Alpes. Sur le plan électoral, elle dépend du  canton de Vonnas pour l'élection des conseillers départementaux, depuis le redécoupage cantonal de 2014 entré en vigueur en 2015, et de la quatrième circonscription de l'Ain  pour les élections législatives, depuis le dernier découpage électoral de 2010.

### Administration municipale

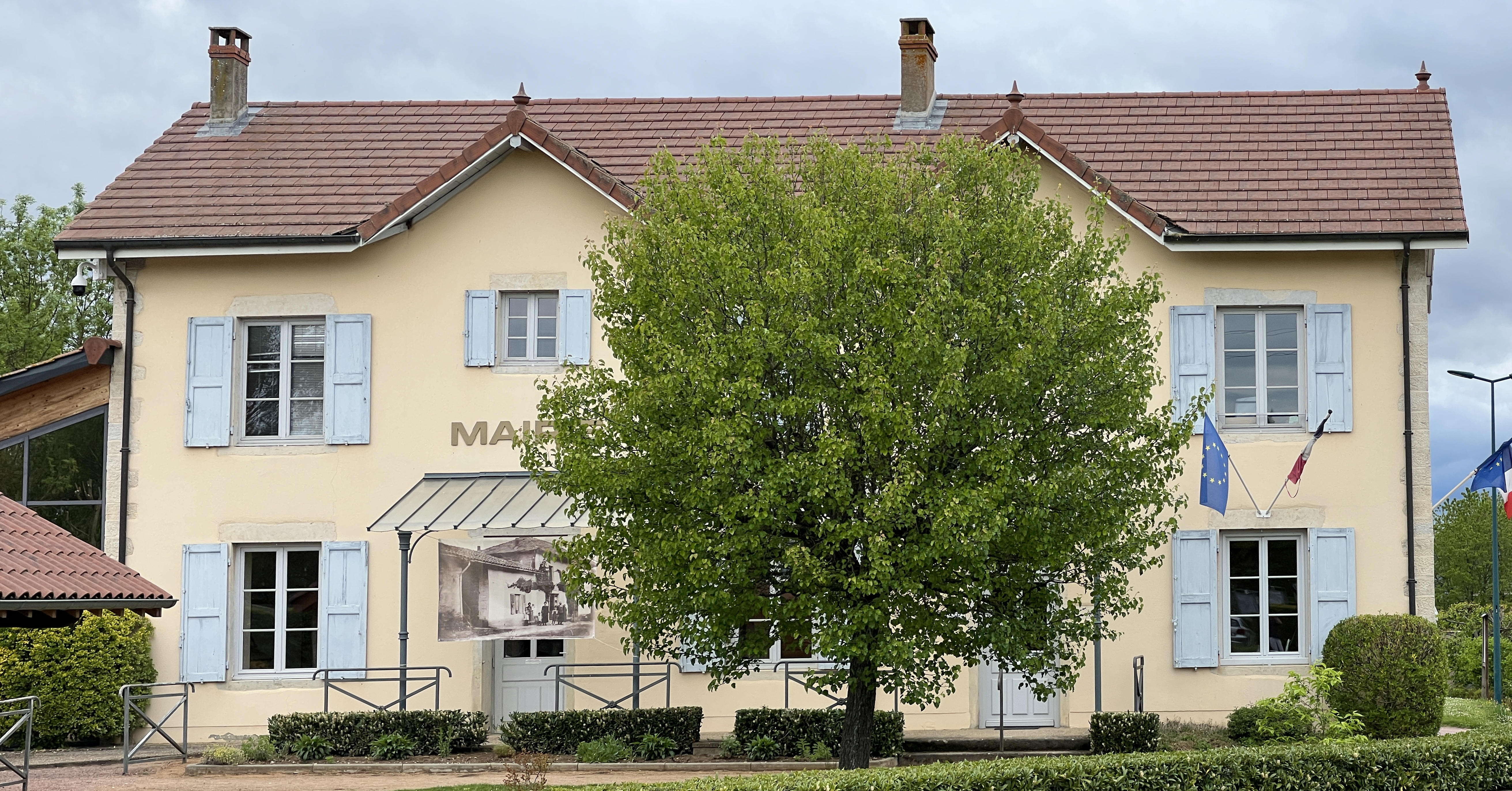
Mairie.

Le conseil municipal se compose de onze conseillers en comptant le maire et ses deux adjoints.

### Maires successifs
| Période | Période  | Identité                    | Étiquette | Qualité             |
| ------- | -------- | --------------------------- | --------- | ------------------- |
| 1852    | 1890     | Louis Alphonse de Valbreuze |           |                     |
| 1962    | 1977     | Louis Jacon                 |           |                     |
| 1977    | 1983     | Jean-Paul Sallet            | RPR       | Agriculteur         |
| 1983    | 1986     | Paul Monnier                | DVD       | Ouvrier-menuisier   |
| 1986    | 1995     | Jean-Paul Sallet            | RPR       | Agriculteur         |
| 1995    | En cours | Michel Gentil               | DVG       | Professeur retraité |

### Politique de développement durable
La commune a engagé une politique de développement durable en lançant une démarche d'Agenda 21.

### Jumelages
| Straubenhardt Bey |

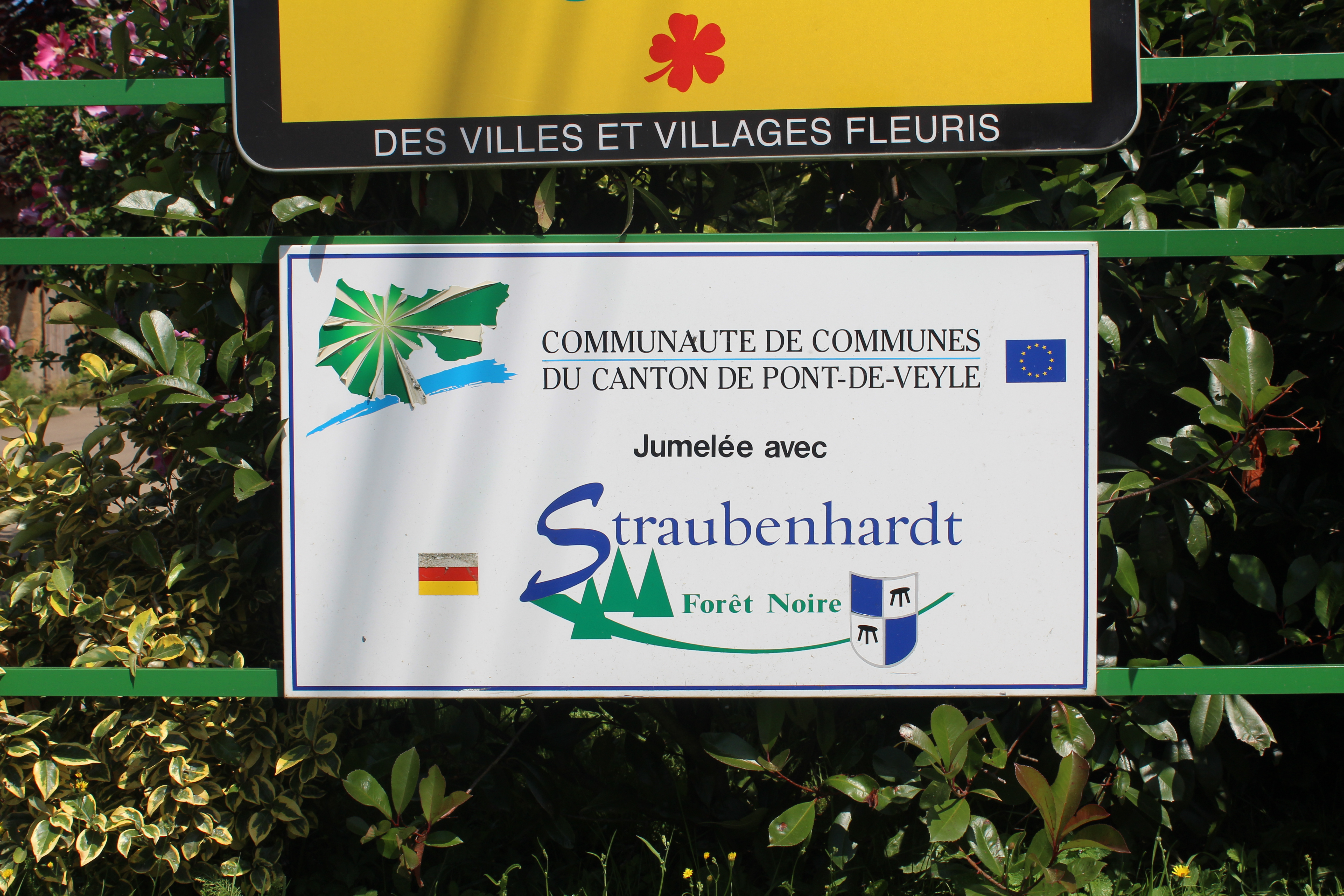
Panneau annonçant le jumelage avec Straubenhardt.

La communauté de communes du canton de Pont-de-Veyle dont la commune fait partie est jumelée avec la commune de Straubenhardt localisée dans le Bade-Wurtemberg ( Allemagne) à la porte nord de la Forêt-Noire entre Karlsruhe et Pforzheim. Après quelques échanges entre associations en 1999, le jumelage entre Straubenhardt et le canton de Pont-de-Veyle a été concrétisé par la signature de la Charte lors de la grande fête organisée au château de Pont-de-Veyle en 2000.

## Population et société

### Démographie
L'évolution du nombre d'habitants est connue à travers les recensements de la population effectués dans la commune depuis 1793. Pour les communes de moins de 10 000 habitants, une enquête de recensement portant sur toute la population est réalisée tous les cinq ans, les populations de référence des années intermédiaires étant quant à elles estimées par interpolation ou extrapolation. Pour la commune, le premier recensement exhaustif entrant dans le cadre du nouveau dispositif a été réalisé en 2006.

En 2022, la commune comptait 290 habitants, en évolution de +5,07 % par rapport à 2016 (Ain : +5,15 %, France hors Mayotte : +2,11 %).
| 1793 | 1821 | 1831 | 1836 | 1841 | 1846 | 1851 | 1856 | 1861 |
| ---- | ---- | ---- | ---- | ---- | ---- | ---- | ---- | ---- |
| 282  | 294  | 320  | 320  | 312  | 290  | 306  | 302  | 274  |

| 1866 | 1872 | 1876 | 1881 | 1886 | 1891 | 1896 | 1901 | 1906 |
| ---- | ---- | ---- | ---- | ---- | ---- | ---- | ---- | ---- |
| 265  | 243  | 250  | 230  | 227  | 264  | 230  | 234  | 232  |

| 1911 | 1921 | 1926 | 1931 | 1936 | 1946 | 1954 | 1962 | 1968 |
| ---- | ---- | ---- | ---- | ---- | ---- | ---- | ---- | ---- |
| 220  | 171  | 157  | 150  | 160  | 157  | 134  | 129  | 105  |

| 1975 | 1982 | 1990 | 1999 | 2006 | 2011 | 2016 | 2021 | 2022 |
| ---- | ---- | ---- | ---- | ---- | ---- | ---- | ---- | ---- |
| 131  | 181  | 195  | 221  | 236  | 247  | 276  | 290  | 290  |

### Enseignement
Au début du XIXe siècle une école était installée dans une dépendance du château de Bey jusqu'en 1876, année à laquelle l'école communale composée d'une classe mixte d'installe dans les nouveaux locaux de la mairie. L'ancienne école est alors occupée par une école privée de filles jusqu'en 1937. L'enseignement à Bey se termine en 1970, année de la fermeture de l'école. Les élèves sont alors redirigés vers l'école de Cormoranche-sur-Saône.

### Médias
- Le journal Le Progrès propose une édition locale aux communes de l'Ain. Il paraît du lundi au dimanche et traite des faits divers, des évènements sportifs et culturels au niveau local, national, et international.
- Le journal Voix de l'Ain est un hebdomadaire publié les vendredis qui propose des informations locales pour les différentes régions du département de l'Ain.
- La chaîne France 3 Rhône Alpes Auvergne est disponible dans la région.

### Numérique
Début 2012, la commune devient la 100e commune de l'Ain à disposer du très haut débit avec la fibre optique grâce au réseau public de fibre optique LIAin régi par le syndicat intercommunal d'énergie et de e-communication de l'Ain.

## Économie
Il y a une petite épicerie éphémère depuis 2021.

## Culture et patrimoine

### Lieux et monuments
- L'église Saint-Martin de Bey avec son cimetière fait l’objet d’une inscription au titre des monuments historiques depuis le 7 mars 1945. Elle était, jusqu'en 1698, l'église paroissiale de Bey et de Garnerans. Située sur un promontoire, elle était un poste privilégié pour les comtes de Savoie pour faire face à Garnerans qui était autrefois une enclave beaujolaise dans la Bresse jusqu'en 1601[30].
- À côté de l'église se situe l'ancienne cure qui accueilli son dernier curé, Geoffray, jusqu'en 1941[31]. Dans le mur d'enceinte, une statue du christ date du XVIe siècle avec la statue de la vierge au dos. Au sud du même mur se trouve un petit puits.
- Dans le même hameau, on trouve le château médiéval de Bey qui fut remanié par le maire de l'époque, Louis Alphonse de Valbreuze[27]. Très actif, il hébergea dans une dépendance la première mairie et la première école. On y trouvera dans une autre dépendance une bibliothèque qui sera en service jusque dans les années 1940.
- Le bâtiment de la mairie qui accueillait aussi l'école jusqu'en 1970 fut construit en 1876 avec le mur d'enceinte par l'architecte Pinchard[28]. Contrairement aux autres bâtiments, celui-ci n'est pas situé au bourg du village.
- Deux pigeonniers sont visibles sur le territoire de la commune. Un est situé à la ferrme de Monspey, l'autre au Sauzet.
- La maison de Maître actuelle construite au XIXe siècle, s'est substituée à la Maison forte d'origine qui a vu son propriétaire Jean François Legat chassé de son fief par les dragons de Louis XIV pour cause de protestantisme. Son épopée "Voyage au pays des Mascareignes" font de lui le Robinson Bressan qui inspira Defoe pour son livre Robinson Crusoé.
- Au hameau de la Mantillère a été érigé en 1968 le château d'eau de la commune.
- Six croix de chemins parsèment le village.

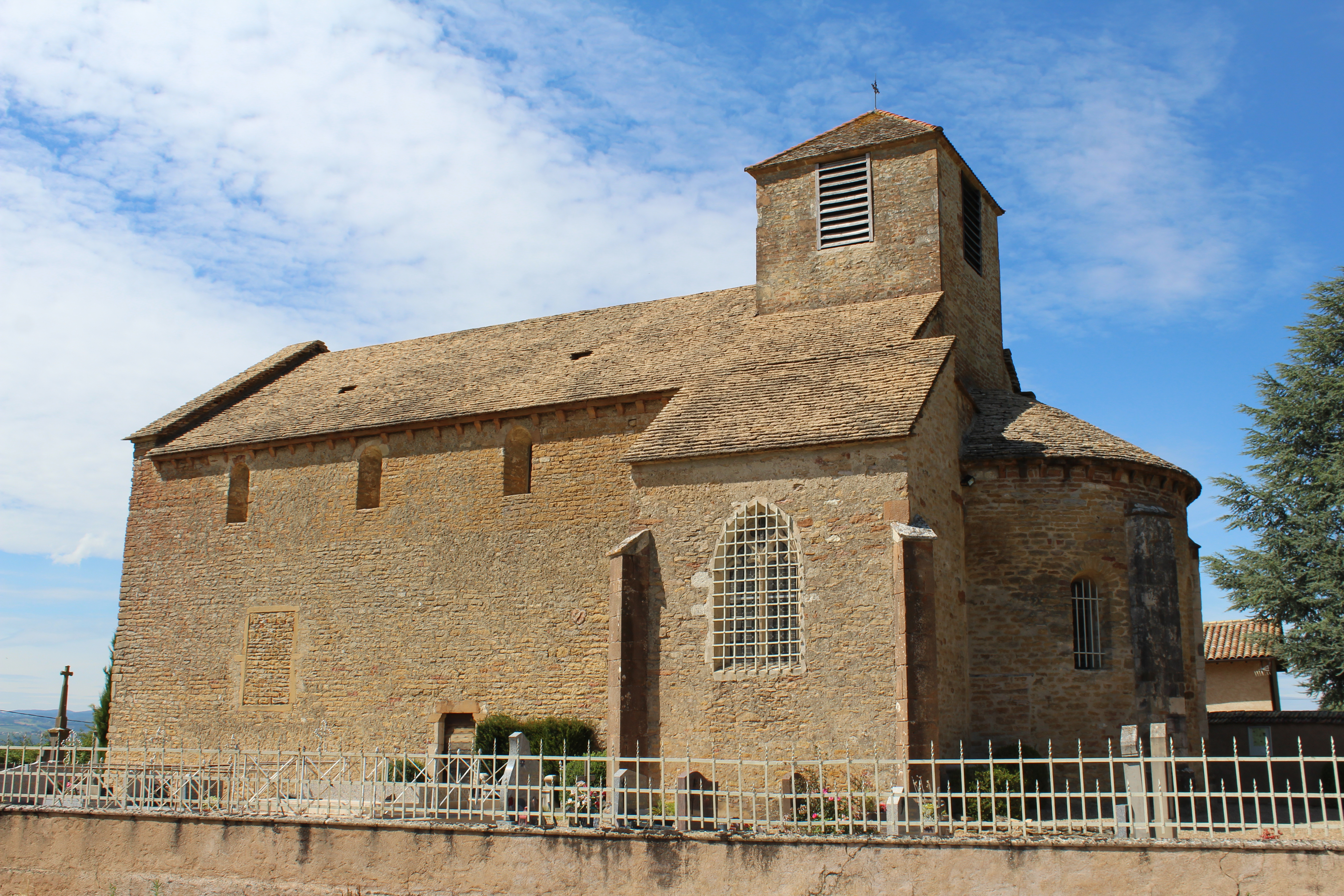
Église Saint-Martin.
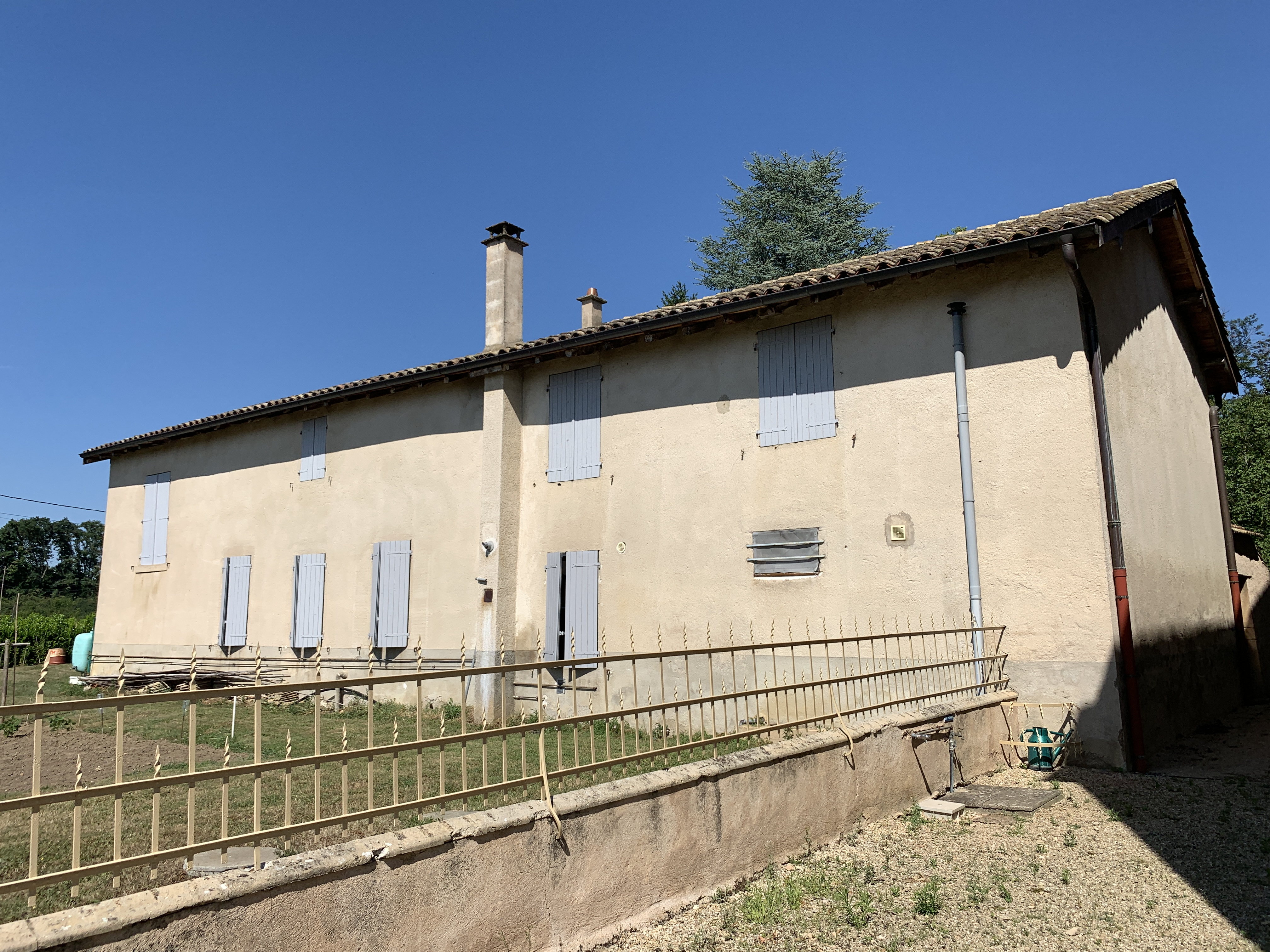
Ancienne cure.
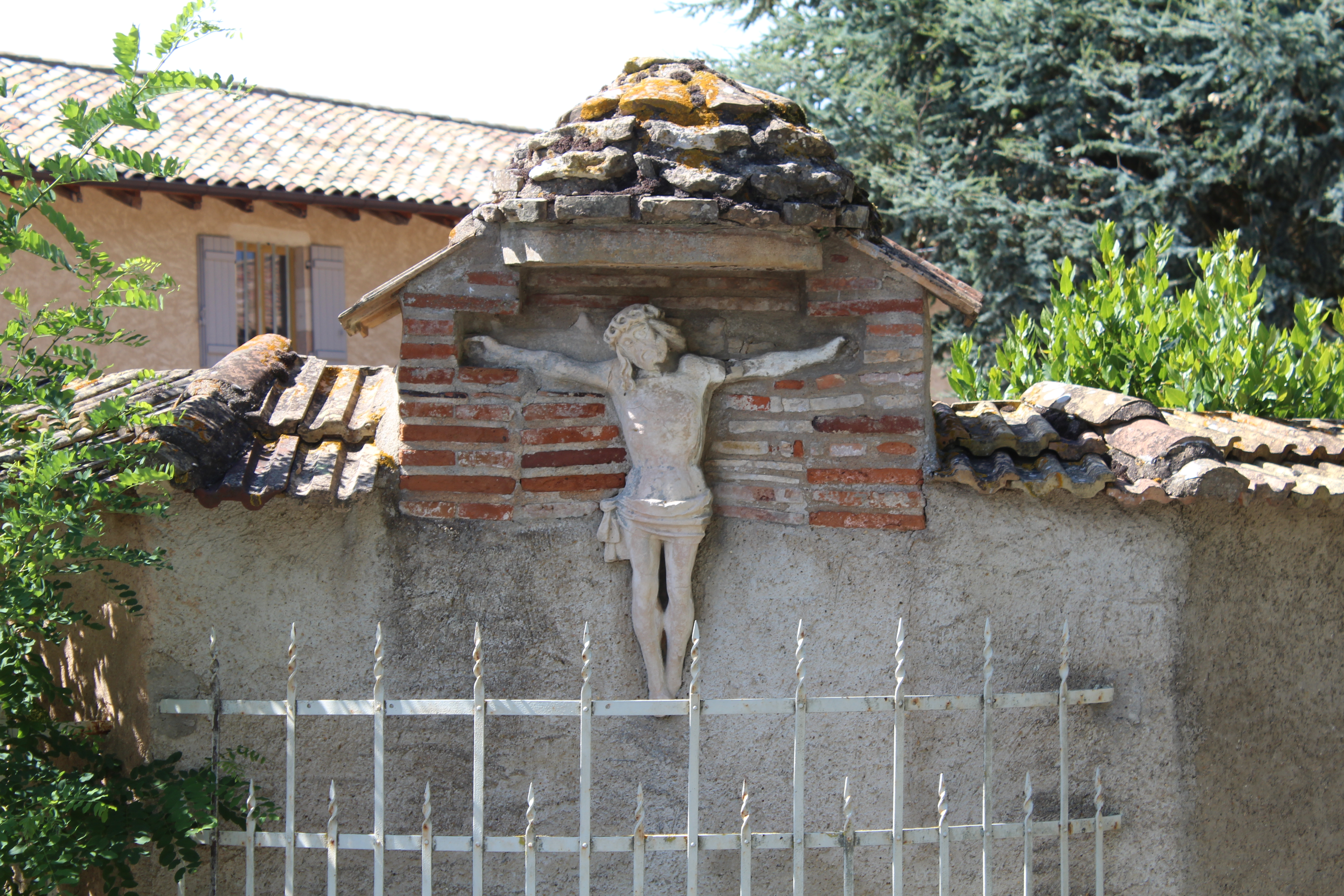
Statue du Christ.
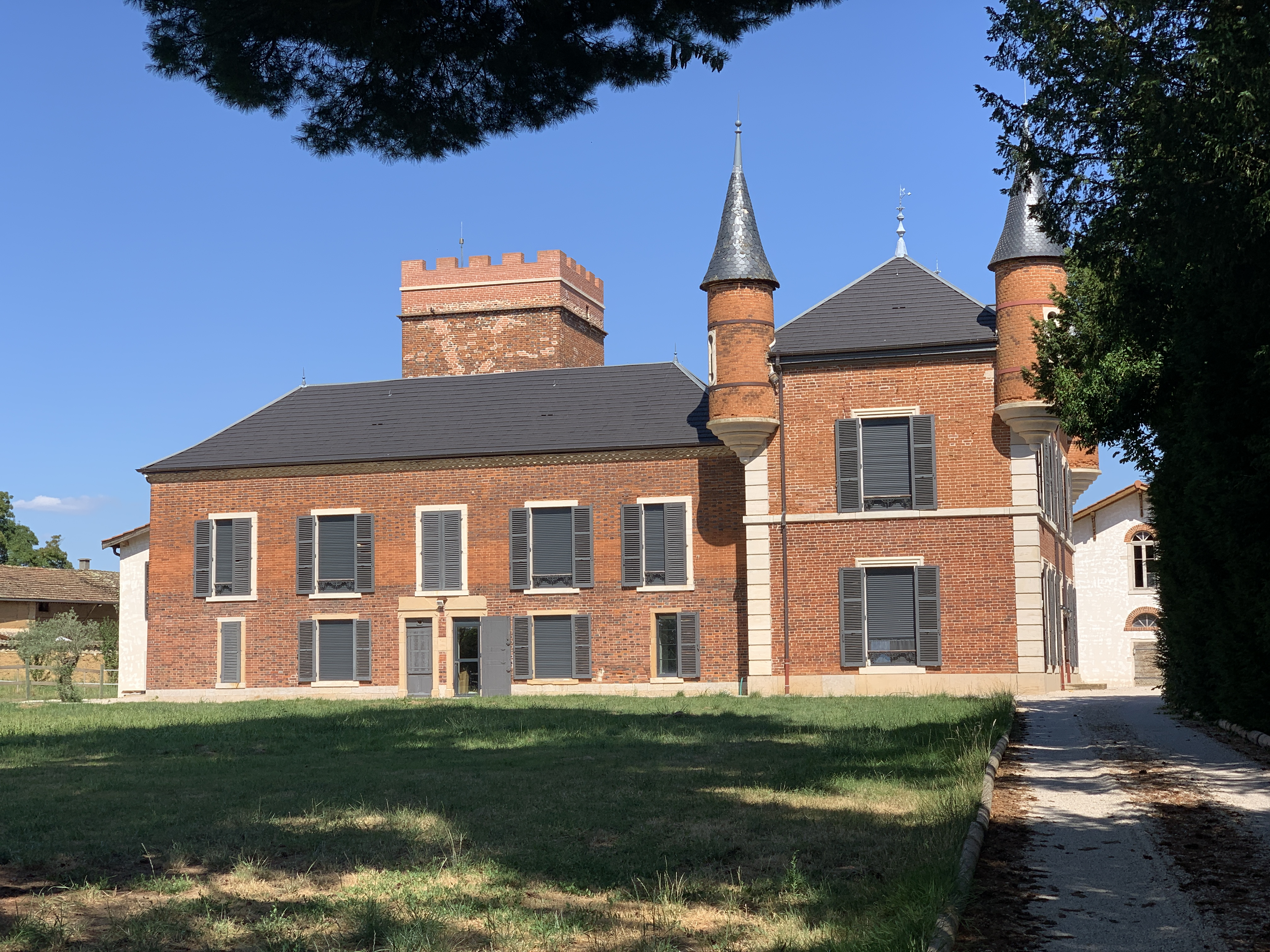
Château.
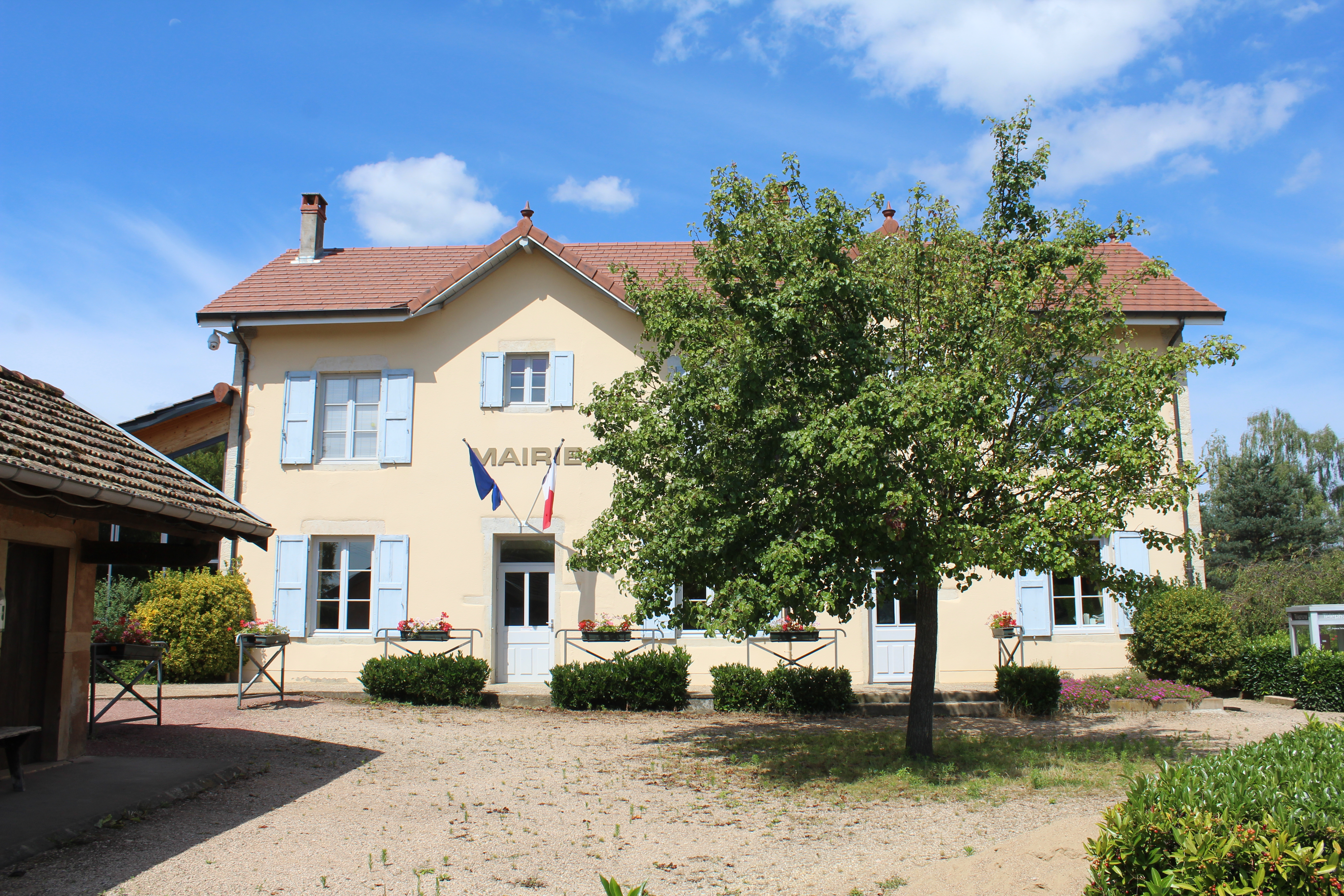
Bâtiment de la mairie.
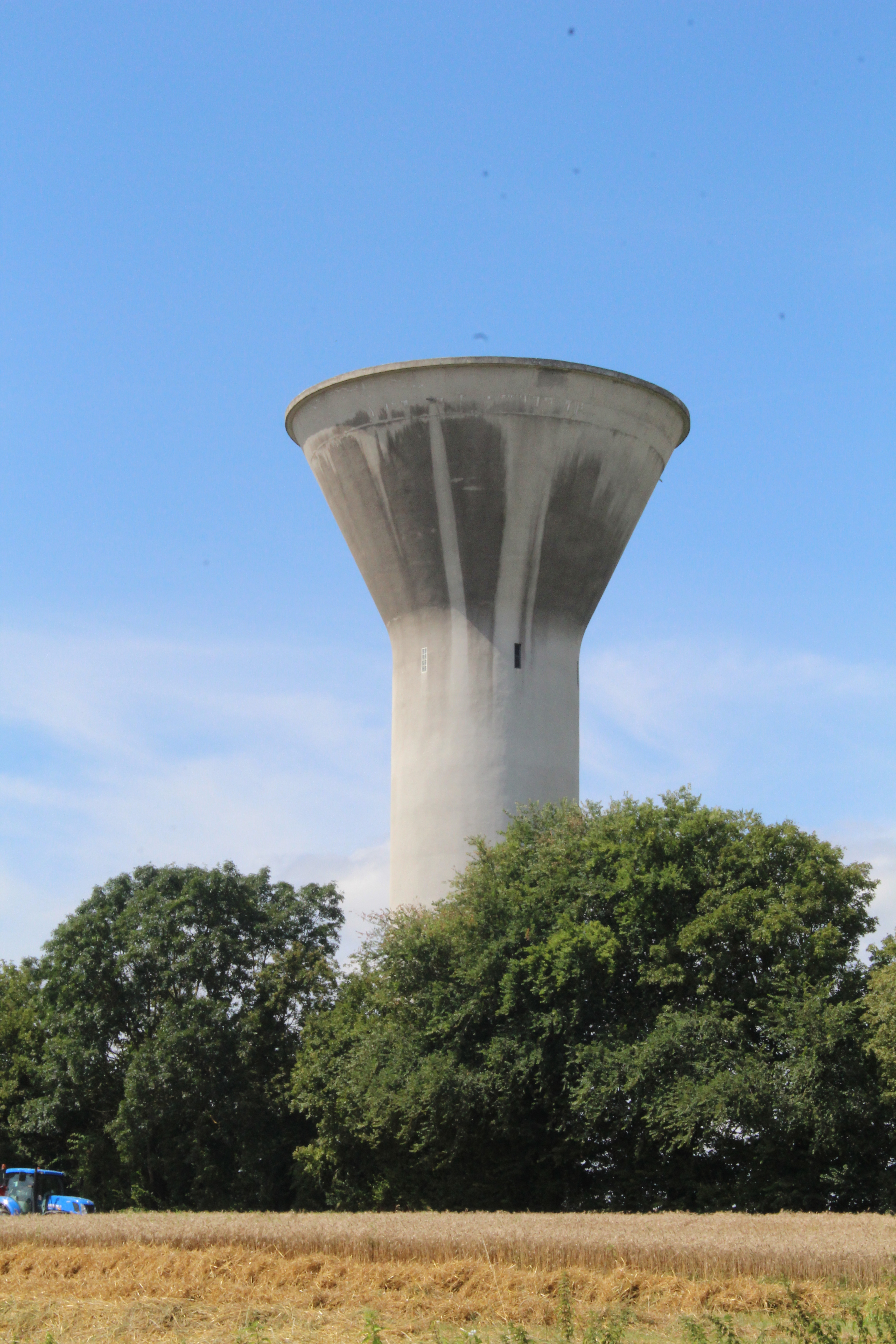
Château d'eau.

### Espaces verts et fleurissement

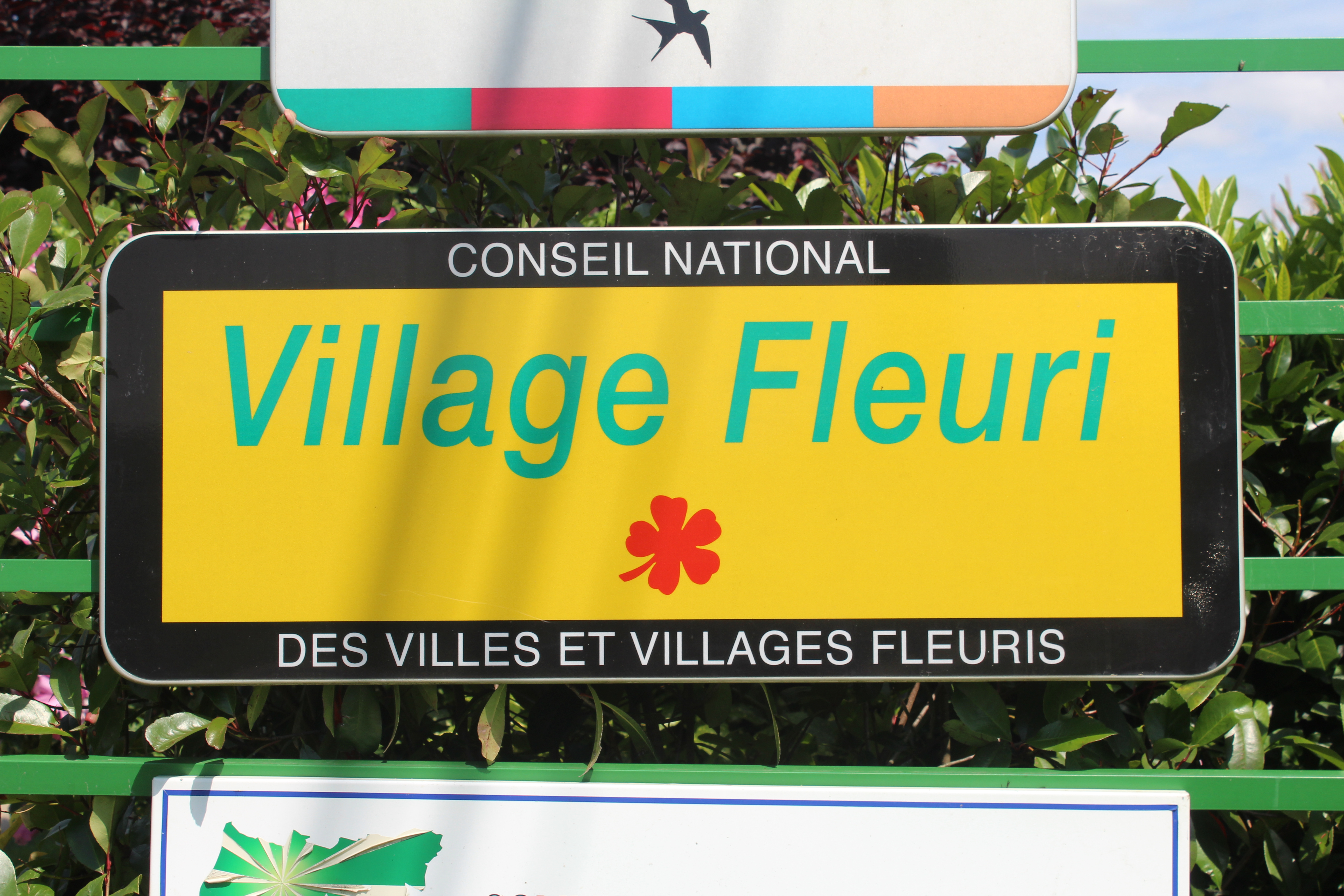
Panneau avec la fleur.

- En 2014, la commune obtient le niveau «deux fleurs » au concours des villes et villages fleuris[32] La commune a reçu le Prix spécial du jury pour la protection de l'environnement.
- Depuis 2019 l' espace de "chou d'ânes" propose, près de l'église, bancs, tables et prairie fleurie.
- Un grand espace détente (city parc, jeux d'enfants, jeu de boules) se trouve face à la Mairie.
- Deux boucles de sentier communal permettent de découvrir le patrimoine et les paysages variés de la commune. Le départ se trouve proche de la mairie. Ces boucles sont ponctuées de bancs permettant de contempler divers points de vue.
- Un verger conservatoire égrène les variétés locales de fruitiers avec une documentation  au pied de chacun des arbres.
- La cour de la mairie-école est devenue espace vert en 2017.
- La mairie s'est ornée d'une élégante marquise très inspirée du XIXe siècle en 2019.
- La place du Cottey a été également traitée de manière paysagère et permet le repos en proposant trois bancs.

### Gastronomie
Les spécialités culinaires sont celles de la région bressane, c'est-à-dire la volaille de Bresse, les gaudes, la galette bressane, les gaufres bressanes, la fondue bressane.
La commune se situe dans l'aire géographique des Volailles de Bresse.
Elle a aussi l'autorisation de produire le vin IGP Coteaux de l'Ain (sous les trois couleurs, rouge, blanc et rosé).